# Rachel Feinstein
Rachel Feinstein é uma atriz norte-americana e comediante stand-up.

## Primeiros anos de vida
Feinstein cresceu fora de Washington, D.C. Seus pais foram um advogado de direitos civis e um músico de blues. Mudou-se para Nova Iorque aos 17 anos para iniciar sua carreira como atriz e lentamente desenvolveu seu ato de stand-up de personagens.

## Carreira
Feinstein foi a finalista da 7ª temporada de Last Comic Standing.
Feinstein interpreta uma comediante atuando como ela mesma no filme Her Composition, dirigido por Stephan Littger.

## Discografia
- 2011: Thug Tears[6]

## Filmografia
- Top Five